# Вільяверде-де-Медіна
Вільяверде-де-Медіна (ісп. Villaverde de Medina) — муніципалітет в Іспанії, у складі автономної спільноти Кастилія-і-Леон, у провінції Вальядолід. Населення — 551 особа (2010).
Муніципалітет розташований на відстані близько 150 км на північний захід від Мадрида, 46 км на південний захід від Вальядоліда.

## Демографія
Динаміка населення (INE ):